# オキシコドン
オキシコドン（英: oxycodone）とは、オピオイド系の鎮痛剤のひとつで、アヘンに含まれるアルカロイドのテバインから合成される半合成麻薬。商品名オキシコンチン（OxyContin）やパーコセット（Percocet）などが有名。1996年のWHO方式がん疼痛治療法においては、3段階中の3段階目で用いられる強オピオイドである。
麻薬及び向精神薬取締法における麻薬で、劇薬でもある。

## 薬理
モルヒネ、フェンタニルと並んでがん性疼痛治療第3段階に用いられる、強オピオイドで、オピオイド受容体μとκのアゴニスト。鎮痛作用は経口投与でモルヒネの1.5倍、硬膜外投与で1/10程度である。

## 代謝
主として肝臓の代謝酵素CYP3A4で代謝され、一部はCYP2D6で代謝される。

## 剤型
オキシコドンの徐放剤オキシコンチンが塩野義製薬から発売されており、散剤や注射剤など、各社から様々に出ている。日本では、ヒドロコタルニンとの合剤の注射剤、アトロピンとの合剤の注射剤も販売されている。

### 徐放剤
副作用（吐き気・便秘など）で、モルヒネを十分量使用することができない場合の薬として、2002年にフェンタニルの貼り薬、「デュロテップパッチ」が登場した。副作用が比較的少なく、効果が長続きするが、反面効果が安定するまでに時間がかかり、また一定量のモルヒネを使用した後でないと、パッチへの変更ができないというデメリットもあった。その点を考慮に入れ、一定量に満たないモルヒネを服用している場合でも代用できる薬として、モルヒネと同じオピオイドで、1916年に合成され、欧米で鎮痛剤として広く使われてきたオキシコドンが注目されるようになった。それまで日本ではオキシコドンは注射薬しかなかったが、2003年に経口投与が可能な徐放剤「オキシコンチン錠」が発売された。

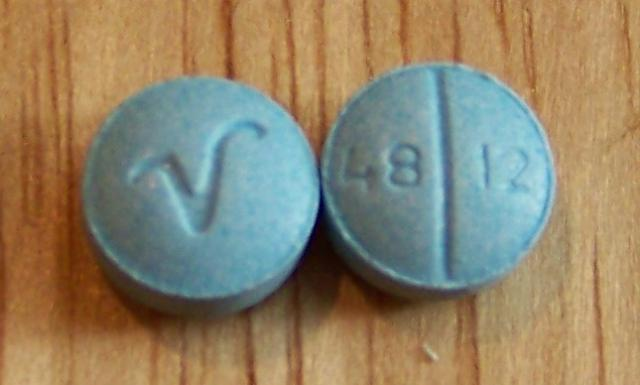
オキシコドンの錠剤

オキシコンチンは、概して中程度から強い痛みを取るための薬剤であるため（モルヒネは強い痛みの場合に使用）、モルヒネを使用する程ではない痛みを抑える時にも使うことができる。他に、モルヒネとの相性がよくなく、一定量のモルヒネを使用していないため貼り薬に変更できない場合でも、このオキシコンチンを使うことができる。モルヒネから変更する場合は、それまで服用していたモルヒネの分量に合わせて、どの容量の錠剤を使うかが決まる。オキシコンチン錠は、効果が表れるまでの時間がモルヒネよりも長いため、オキシコンチンを服用していても痛みを感じる場合には、少量のモルヒネを併用することがある。持続効果は12時間である。また、モルヒネ同様に吐き気・嘔吐、眠気、便秘などの副作用があるが、痛み止めの成分をモルヒネからオキシコンチンに変更することで副作用が軽くなった例もある。

## 訴訟
2007年、アメリカ合衆国におけるオキシコンチンの販売者であるパーデュー・ファーマ社（Purdue Pharma）に対し、誤解を招くようなブランド戦略に対して6億ドルの罰金が科された。同社は、オキシコンチンは長時間型の放出製剤であるので、短時間作用の薬剤よりも致命性や乱用性、依存性が低いと主張し、マーケティング・キャンペーンの要として1996年に売り出しすぐに10億ドルの売り上げに達した。
しかし、2000年にはアメリカ国内、特に農村部にて依存や関連犯罪が急増した。そして、同社の内部文書によれば、売り出される前から依存性や医師の懸念による抵抗があることを示していたが、詐欺的なマーケティング・キャンペーンを実施した。会社を所有するサックラー家は、その依存性を控えめだと思わせるよう提示してきた手立てについて、『エスクァイア』誌も調査記事を載せた。
2019年9月15日、パーデュー・ファーマ社は米連邦破産法第11章の適用をニューヨーク州の連邦裁判所に申請した。

## 規制

### イギリス
イギリスではオキシコドンは1971年薬物乱用法により、クラスAドラッグとして規制されている。この規制は「おおよそ有害であると認識されている」との分類であり、処方箋なしに保持している者は、最高で懲役7年または終身刑として罰せられる。また、違法に売買した者は最高で終身刑に罰せられる。

## 乱用問題

### アメリカ合衆国

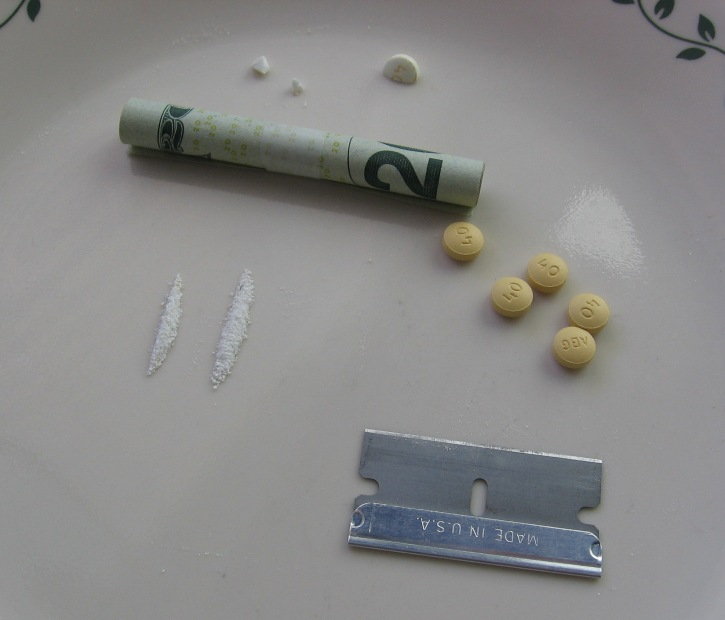
オキシコンチン（乱用例）

アメリカでは手軽で効き目が長続きすることから、怪我や歯痛など慢性的な痛みを和らげる痛み止めとして利用されている。処方箋があれば街の薬局で入手できるが、オピオイド系の鎮痛剤としては最も強力なもので、本来であれば癌患者の疼痛緩和等、限定された患者にしか処方されない。しかし、患者の要求に応じて簡単に処方箋を出す医師が多数存在していることから、乱用が社会問題となっている。錠剤を粉砕して鼻から吸引し、ヘロインのような高揚感を得る例が多かったため、2010年には粉砕してもゲル状になるようにオキシコンチンの製剤方法が変更された。
アメリカでは120万人以上の人口がオピオイドを乱用している。2010年には、オピオイドおよび他のドラッグ（アルコールやベンゾジアゼピンなど）等の過剰摂取により16,652人が死亡している。2013年7月、FDAは表示ガイドラインを改正し、医薬品メーカーに対し「中程度の痛み」に対する適応を削除し、代わりに「長期オピオイド療法が必要となる、日中夜続く深刻な痛み」と記載するよう要求した。この改定は、医師が中程度の痛みに対して必要と判断した上で行う処方を制限するものではない。
アメリカ合衆国保健福祉省の統計によれば、おおよそ1100万人の市民が、cotton、pills、kickers、orange countyなどの名前で違法に売られている医療外のオピオイドを一度は使用した経験があるという。アメリカの病院においては、おおよそ年間10万人の男女がオピオイド薬物乱用のために入院しているとされ、オピオイド乱用は広くアメリカに蔓延している。
著名な依存症患者としてはウィノナ・ライダーがおり、別件で逮捕された際、20人の医師から37通の処方箋を入手していたという。また、プリンスを司法解剖した際、遺体からパーコセットが検出された。

### トヨタ役員逮捕事件
2015年6月18日、トヨタ自動車の当時55歳だった女性常務役員が麻薬及び向精神薬取締法違反の容疑のため逮捕された。「ネックレス」と記載されたアメリカ合衆国からの国際宅配便の小包に、「オキシコドン」の錠剤が57錠入っていたため密輸の疑いが持たれたが、「麻薬を輸入したとは思っていない」と容疑を否認した。小包はミシガン州から発送後にケンタッキー州の空港を経由し、6月11日に成田国際空港に空輸されたもので、元常務役員は「父親から送ってもらった」「膝の痛みを和らげるために輸入した」と説明している。7月8日、東京地検は不起訴処分（起訴猶予）となり、元常務役員は即日釈放され帰国した。「規制薬物との認識はあったが、体調不良に対処するためで快楽を求めるなど乱用目的ではなかった」と理由を説明していた。日本の検察当局は、アメリカでは違法薬物使用に関する罪が軽い事と、逮捕後の6月30日に役員を辞任し社会的制裁を受けている旨を考慮し、不起訴処分とした。